# Замок Річарда
«Замок Річарда — Левове серце» — опоетизована назва будинку № 15 на Андріївському узвозі — пам'ятки початку XX ст., спорудженого в стилі англійської готики. Названий киянами на честь англійського короля Річарда I Левове Серце, героя роману Вальтера Скотта «Айвенго». Будинок у вигляді старовинного замку стоїть на складному рельєфі колишньої літописної гори Уздихальниці нижче від Андріївської церкви. Монументальні фасади оздоблено архітектурними елементами фортечно-замкових споруд — різнотипними баштами, шпилями, зубчастими завершеннями стін тощо. З лівого боку будинку підноситься висока башта з фортечними рисами.
На фасаді будинку встановлено меморіальну таблицю українському художнику Григорію Дядченку, де він мешкав у 1909—1921 роках.
Також у будинку, крім згадуваного Г. К. Дядченка, мешкали ряд інших відомих діячів мистецтва та науки — професор Київської духовної Академії С. Т. Голубєв (на початку ХХ ст.), живописець Ф. Красицький (у 1905–1909 роках), скульптор Ф. Балавенський, художник І. Макушенко (початок XX ст.).
У 1905—1906 роках тут також містилася редакція сатиричного журналу «Шершень».
Історії будинку та його мешканців присвячено декілька вітрин Музею однієї вулиці. В музеї представлено особисті речі та портрети митців, їхні художні роботи, а також плани і фотографії Замку Річарда.
Наприкінці 1990-х років замок придбав американський бізнесмен українського походження Чопівський Юрій Юрійович, і проводить реконструкцію замку, який за проєктом буде прибутковим будинком.